# Michèle Rivasi
Michèle Rivasi (Montélimar, 9 febbraio 1953 – Bruxelles, 29 novembre 2023) è stata una politica francese.

## Biografia
Nata a Montélimar, comune nel dipartimento della Drôme, il 9 febbraio 1953, si laureò presso la Scuola normale superiore di Fontenay-aux-Roses. Successivamente divenne professoressa di scienze naturali.

### Carriera politica
Michèle Rivasi venne eletta per la prima volta nel 1995 come consigliera municipale del comune di Félines-sur-Rimandoule. Due anni dopo, in occasione delle elezioni legislative del 1997, si candidò in Parlamento come indipendente, risultando eletta all'Assemblea Nazionale per la prima circoscrizione della Drôme, battendo il politico Patrick Labaune, membro del RPR.
Durante il mandato da deputata, nel 2002, s'iscrisse al Partito Socialista, nonostante in precedenza si fosse avvicinata di più ai Verdi. In Parlamento entrò a far parte di diverse commissioni, tra le quali quella per la produzione e gli scambi e quella per la difesa nazionale. Rimase all'Assemblea Nazionale fino al giugno 2002.
Uscì dal PS nel 2003, mentre due anni dopo entrò all'interno dei Verdi.
Nel 2008 si candidò alle elezioni locali a Valence. Venne eletta consigliera dipartimentale per il dipartimento della Drôme, diventendo successivamente vicepresidente del consiglio regionale e vicesindaca del comune. Nel 2014 venne comunque rieletta nonostante fosse passata in opposizione. Non si presentò invece alle elezioni del 2020.
Nel frattempo entrò a far parte del Parlamento europeo, essendo stata eletta nel 2009 nella lista "Europa Ecologia" in rappresentanza della circoscrizione Francia sud-orientale. In seguito, nel 2009, si dimise da consigliera regionale.
Nel 2014 venne riconfermata europarlamentare, come anche nel 2019.
Nell'agosto 2016 annunciò la sua candidatura alle elezioni primarie del Partito Ecologista in vista delle presidenziali dell'anno seguente. Il 19 ottobre, giorno delle votazioni, arrivò in seconda posizione, battuta dal politico Yannick Jadot.
Negli anni post pandemia fu attiva promotrice delle indagini sui rapporti intercorsi privatamente tramite SMS tra il presidente della commissione Ursula von der Leyen ed il colosso farmaceutico Pfizer (Pfizergate).

### Morte
Michèle Rivasi morì a Bruxelles il 29 novembre 2023, a 70 anni, a causa di un infarto. Al momento della morte ricopriva ancora l'incarico di europarlamentare.